# Bison, Kansas
Bison är en ort i Rush County i Kansas. Vid 2020 års folkräkning hade Bison 179 invånare.